# Sarsia bella
Sarsia bella är en nässeldjursart som beskrevs av Anita Brinckmann-Voss 2000. Sarsia bella ingår i släktet Sarsia och familjen Corynidae. Inga underarter finns listade i Catalogue of Life.